# Lonnie Zamora
Lonnie Zamora ( 7 de septiembre de 1933, Magdalena, Nuevo México; 2 de noviembre de 2009, Socorro, Nuevo México) fue un oficial de policía de Nuevo México que presenció un encuentro cercano y el aterrizaje de un OVNI el 24 de abril de 1964 en Socorro, Nuevo México.

## Avistamiento en Socorro, Nuevo México, 1964
Zamora iba en coche por las afueras de la ciudad cuando vio una llama en el cielo. Se dirigió a ella y vio en el suelo un objeto brillante con forma de huevo y patas de metal, y al lado, dos seres pequeños. De repente se produjo un gran estruendo y la nave despegó.
Zamora avisó rápidamente a sus compañeros. Cuando estos llegaron aún ardían los matorrales cercanos. Los agentes hallaron cuatro hoyos causados supuestamente por las patas de la nave y otras cinco huellas que describieron como "pisadas".
Los investigadores de las Fuerzas Aéreas no hallaron explicación a lo que vio Zamora.
Cuando Maurice Masse, granjero de Valensole, Francia, vio un dibujo de la nave de Zamora, se asombró, porque era la misma que había visto él en sus campos de lavanda un año más tarde, en julio de 1965. También vio los dos seres.

## Repercusiones
El encuentro de Zamora produjo una considerable exaltación en los medios de comunicación, y está considerado como uno de los mejores avistamientos de ovnis documentados bajo una conducta extraña. Esto era una de las coartadas que ayudaron a convencer al astrónomo J. Allen Hynek de que algunos informes OVNI representaban un misterio intrigante sin resolver. Según Ana Druffel, el caso de Socorro es único en los expedientes oficiales OVNI de las Fuerzas Aéreas de los Estados Unidos, según un documento del Proyecto Libro Azul: "Este es el único caso OVNI en los archivos del Proyecto Libro Azul que oficialmente es "inexplicable", aunque hubo varios rastros físicos abandonados en la escena del suceso, y el avistamiento de los ocupantes de la nave". (Druffel, 214)

## Fallecimiento
Lonnie Zamora falleció el 2 de noviembre de 2009 a los 76 años.